# Veeraphol Sahaprom
Veeraphol Sahaprom, de son vrai nom Teerapol Samranklang, est un boxeur thaïlandais né le 16 novembre 1968 à Nakhon Ratchasima.

## Carrière
Passé professionnel en 1994, il devient champion du monde des poids coqs WBA lors de son 4e combat le 17 septembre 1995 en battant aux points son compatriote Daorung Chuvatana. Il perd son titre dès le combat suivant face au ghanéen 
Nana Konadu le 28 janvier 1996. 
Sahaprom redevient champion du monde de la catégorie le 29 décembre 1998 en s'emparant de la ceinture WBC de Joichiro Tatsuyoshi par KO au second round. Il conserve son bien à 14 reprises avant de s'incliner face à Hozumi Hasegawa le 16 avril 2005. Battu également lors du combat revanche, il met un terme à sa carrière en 2010 sur un bilan de 66 victoires, 4 défaites et 2 matchs nuls.